# Bart Carlier

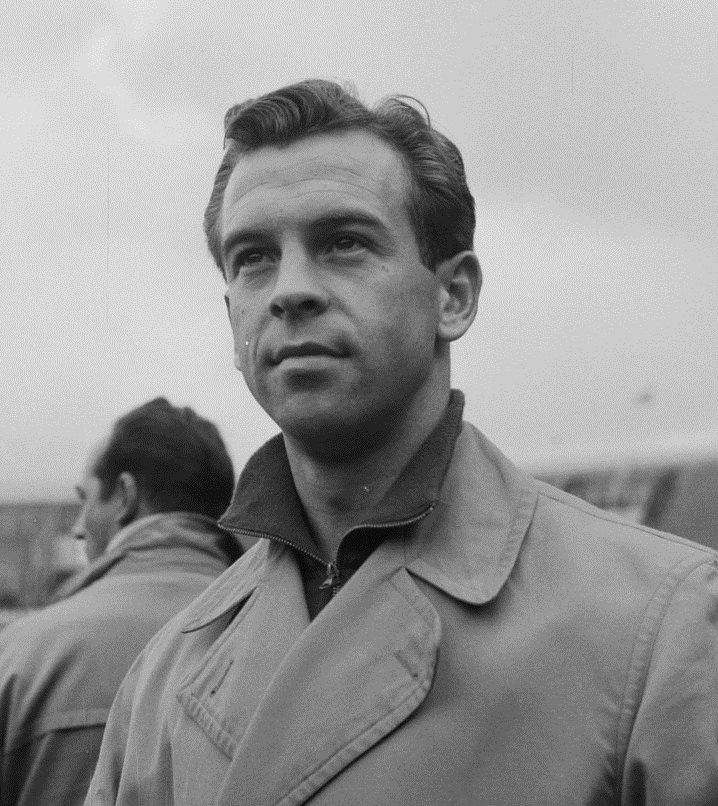
Bart Carlier (1955)

Bart Carlier (* 23. Juni 1929 in Venlo als Albertus Carlier, oft auch Bert Carlier oder Bartholomäus Carlier; † 4. Mai 2017 in Strasbourg, Frankreich) war ein niederländischer Fußballspieler, der in den 1950er Jahren sowohl in seiner Heimat als auch in Deutschland und Frankreich spielte. Er bestritt fünf Länderspiele für die niederländische Fußballnationalmannschaft und erzielte dabei zwei Tore. Er stammte aus Venlo; seine Familie – Eltern, jüngere Schwester und der ältere Bruder Willy, ebenfalls ein talentierter Fußballer – kam im Krieg beim Bombardement der Stadt am 15. August 1944 ums Leben.

## Vereinskarriere
Der Linksaußen kam 1952 vom VVV Venlo nach Deutschland und spielte in der Saison 1952/53 beim 1. FC Köln in der Oberliga West. In acht Spielen erzielte er hier ebenso viele Tore, eine selten erreichte Quote von einem Tor pro Spieleinsatz. Die Kölner wurden in dieser Saison Vizemeister und nahmen an der Endrunde um die deutsche Meisterschaft teil. Zur Saison 1953/54 wechselte er gemeinsam mit Trainer Helmut Schneider aus Müngersdorf in die Oberliga Südwest zum FK Pirmasens. Den Pfälzern verhalf er mit zwei Toren im entscheidenden Spiel am 6. Dezember 1953 gegen den 1. FC Kaiserslautern zur Herbstmeisterschaft.
Nach nur einem Jahr in der Pfalz zog es ihn über die Grenze zum französischen Erstligisten Racing Straßburg. Wiederum ein Jahr später ging er – nachdem auch in den Niederlanden das Profitum eingeführt worden war – zurück in seine Heimat, wo er von 1955 bis 1958 bei Fortuna’54 aus Geleen spielte, dem damals „bestbezahlenden Verein der Niederlande.“ Die Fortuna wurde mit ihm 1957 niederländischer Vizemeister und Pokalsieger; in diese Zeit fielen auch seine Spiele in der Nationalmannschaft. Zur Saison 1958/59 ging er erneut in die französische Division 1 zum AS Monaco, mit dem er seine größten Erfolge feiern konnte. Mit den Monegassen wurde er 1960 französischer Pokalsieger, 1961 errang das Team die Meisterschaft und 1963 gelang den Rot-Weißen das Double. 1964 kehrte er zu Fortuna '54 zurück und ließ hier seine Karriere ausklingen. Später war er als Scout für französische Fußballvereine tätig.

## Nationalmannschaft
Seinen ersten Einsatz in Oranje hatte Carlier am 6. November 1955. Bondscoach Max Merkel schickte den 26-Jährigen gemeinsam mit seinen Fortuna-Mannschaftskameraden Bram Appel, Frans de Munck und Cor van der Hart gegen Norwegen auf den Platz. Ein Tor erzielte Carlier jedoch erst bei seinem zweiten Einsatz, fast anderthalb Jahre später. Gegen Belgien markierte er, ebenfalls in Amsterdam, am 28. April 1957 den Ausgleichstreffer zum 1:1-Endstand. Danach spielte er zweimal in der WM-Qualifikation gegen Österreich ohne ein Tor zu erzielen. Nach dem Ausscheiden der Niederländer kam er am 17. November noch einmal in einem Freundschaftsspiel gegen Belgien auf den Platz, in dem er beim 5:2-Sieg den Treffer zum 5:0-Zwischenstand erzielte.

## Vereine
- vor 1952: VVV Venlo
- 1952–1953 1. FC Köln
- 1953–1954 FK Pirmasens
- 1954–1955 Racing Straßburg
- 1955–1958 Fortuna '54 Geleen
- 1958–1964 AS Monaco
- 1964–1965 Fortuna '54 Geleen

## Statistik
- 5 Länderspiele; 2 Tore für die Niederlande
- Oberliga West: 8 Spiele; 8 Tore
- 1. Liga Frankreich: 197 Spiele; 48 Tore

## Erfolge
- 1957 Niederländischer Pokal
- 1960 Französischer Pokal
- 1961 Französischer Meister
- 1963 Französischer Meister
- 1963 Französischer Pokal